# Malick Fofana
Malick Martin Fofana (Aalst, 31 marzo 2005) è un calciatore belga, attaccante dell'Olympique Lione e della nazionale belga.

## Biografia
Nato in Belgio, ha origini guineane e filippine.

## Carriera

### Club
Cresciuto nel settore giovanile del Gent, il 19 gennaio 2022 firma il suo primo contratto professionistico, di durata biennale. Il 17 luglio ha esordito in prima squadra, in occasione dell'incontro della Supercoppa del Belgio perso per 1-0 contro il Club Bruges. Il 15 settembre ha esordito anche nelle competizioni europee, disputando l'incontro vinto per 3-0 contro lo Shamrock Rovers, valido per la fase a gironi di Conference League.
Il 10 gennaio 2024 viene acquistato dall'Olympique Lione.

### Nazionale
Dopo avere rappresentato le nazionali giovanili belghe il 4 ottobre 2024 viene convocato per la prima volta in nazionale maggiore. Il successivo 10 ottobre ha esordito con la nazionale maggiore subentrando al minuto 87 di gioco contro l'Italia nel match valido per la Nations League.

## Statistiche

### Presenze e reti nei club
Statistiche aggiornate al 4 febbraio 2025.
| Stagione        | Squadra         | Campionato      | Campionato | Campionato | Coppe nazionali | Coppe nazionali | Coppe nazionali | Coppe continentali | Coppe continentali | Coppe continentali | Altre coppe | Altre coppe | Altre coppe | Totale | Totale |
| Stagione        | Squadra         | Comp            | Pres       | Reti       | Comp            | Pres            | Reti            | Comp               | Pres               | Reti               | Comp        | Pres        | Reti        | Pres   | Reti   |
| --------------- | --------------- | --------------- | ---------- | ---------- | --------------- | --------------- | --------------- | ------------------ | ------------------ | ------------------ | ----------- | ----------- | ----------- | ------ | ------ |
| 2022-2023       | Jong Gent       | D3              | 13         | 4          | -               | -               | -               | -                  | -                  | -                  | -           | -           | -           | 13     | 4      |
| 2022-2023       | Gent            | D1              | 22         | 0          | CB              | 3               | 1               | UEL+UECL           | 0+7                | 0                  | SB          | 1           | 0           | 33     | 1      |
| 2023-gen. 2024  | Gent            | D1              | 19         | 2          | CB              | 2               | 0               | UECL               | 10                 | 2                  | -           | -           | -           | 31     | 4      |
| Totale Gent     | Totale Gent     | Totale Gent     | 41         | 2          |                 | 5               | 1               |                    | 17                 | 2                  |             | 1           | 0           | 64     | 5      |
| gen.-giu. 2024  | Olympique Lione | L1              | 17         | 3          | CF              | 4               | 1               | -                  | -                  | -                  | -           | -           | -           | 21     | 4      |
| 2024-2025       | Olympique Lione | L1              | 19         | 3          | CF              | 2               | 0               | UEL                | 7                  | 4                  | -           | -           | -           | 28     | 7      |
| Totale Lione    | Totale Lione    | Totale Lione    | 36         | 6          |                 | 6               | 1               |                    | 7                  | 4                  |             | -           | -           | 49     | 11     |
| Totale carriera | Totale carriera | Totale carriera | 90         | 12         |                 | 11              | 2               |                    | 24                 | 6                  |             | 1           | 0           | 128    | 20     |

### Cronologia presenze e reti in nazionale
| Cronologia completa delle presenze e delle reti in nazionale ― Belgio | Cronologia completa delle presenze e delle reti in nazionale ― Belgio | Cronologia completa delle presenze e delle reti in nazionale ― Belgio | Cronologia completa delle presenze e delle reti in nazionale ― Belgio | Cronologia completa delle presenze e delle reti in nazionale ― Belgio | Cronologia completa delle presenze e delle reti in nazionale ― Belgio | Cronologia completa delle presenze e delle reti in nazionale ― Belgio | Cronologia completa delle presenze e delle reti in nazionale ― Belgio |
| Data                                                                  | Città                                                                 | In casa                                                               | Risultato                                                             | Ospiti                                                                | Competizione                                                          | Reti                                                                  | Note                                                                  |
| --------------------------------------------------------------------- | --------------------------------------------------------------------- | --------------------------------------------------------------------- | --------------------------------------------------------------------- | --------------------------------------------------------------------- | --------------------------------------------------------------------- | --------------------------------------------------------------------- | --------------------------------------------------------------------- |
| 10-10-2024                                                            | Roma                                                                  | Italia                                                                | 2 – 2                                                                 | Belgio                                                                | UEFA Nations League 2024-2025 - 1º turno                              | -                                                                     | 87’                                                                   |
| Totale                                                                |                                                                       | Presenze                                                              | 1                                                                     |                                                                       | Reti                                                                  | 0                                                                     |                                                                       |